# Dixiebar

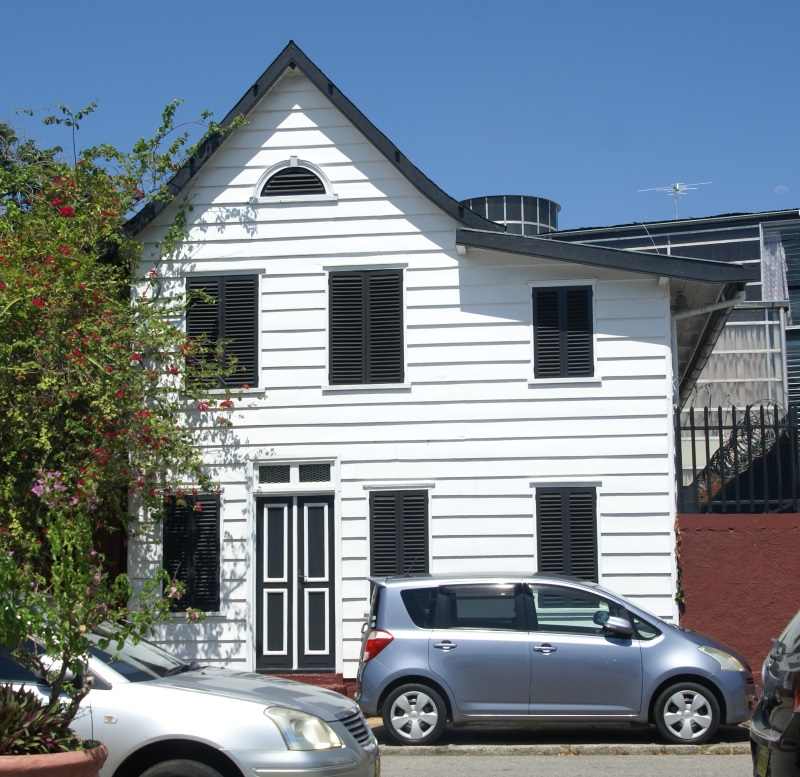
De Dixiebar aan het Onafhankelijkheidsplein/

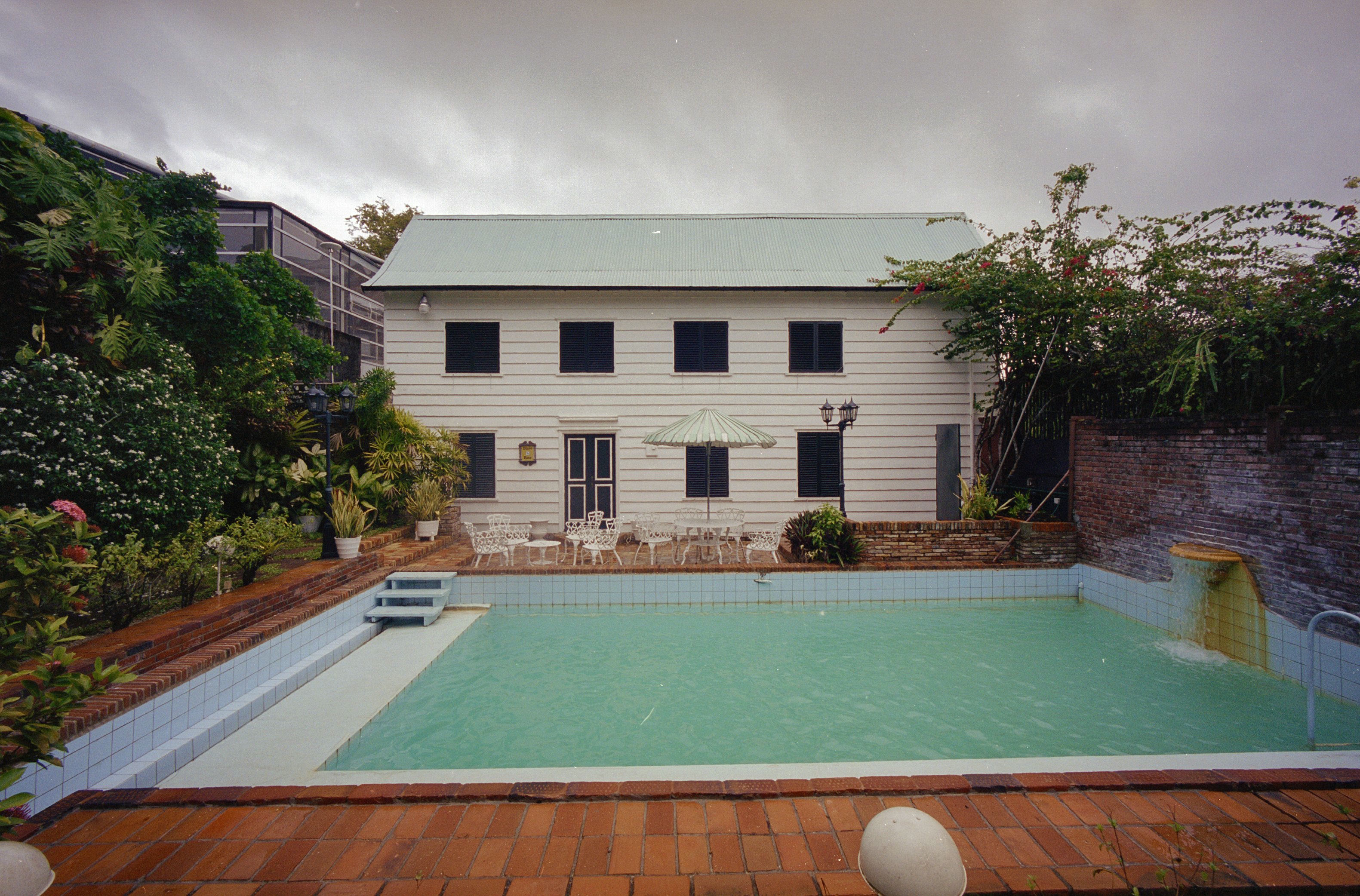
De Dixiebar gezien vanuit de tuin van het Hoekhuis.

De Dixiebar, ook Dixie Bar, is een vroegnegentiende-eeuws houten gebouw, gelegen aan het Onafhankelijkheidsplein 9 in de Surinaamse hoofdstad Paramaribo. Het gebouw is onderdeel van de historische binnenstad van Paramaribo, die sinds 2002 door UNESCO aan de Werelderfgoedlijst is toegevoegd.
De Dixiebar is een klein houten gebouw van twee bouwlagen met een puntdak waarvan de nok haaks op het plein staat. De smalle kant van het gebouw is gericht naar de straatzijde. De voordeur is voorzien van een klein bovenlicht. Vlak onder het dank bevindt zich een halfrond raam. Er is ook aan achterzijde een ingang, die vanuit de tuin van het Hoekhuis te benaderen is.

## Geschiedenis
In de koloniale tijd was er reeds een drankgelegenheid gevestigd op de plek van de Dixiebar, dankzij de nabijheid van het Fort Zeelandia en de haven aan de Waterkant. Volgens een onbewezen verhaal was de Dixiebar ooit een drukbezochte en wijdvermaarde zeemans- en soldatenkroeg.
John Greenwood schilderde het interieur van een voorloper van de Dixiebar toen hij in 1757-1758 Suriname bezocht. Die voorloper was gevestigd in een klein gebouw met een kleine galerij aan de straatzijde. Bij de stadsbrand in 1821 ging dat gebouw verloren. Het nieuwe gebouw dat werd neergezet had geen deur meer aan de straatzijde. Dit duidt erop dat er toen in ieder geval geen bar meer was gevestigd en dat het pand vermoedelijk als bediendenverblijf werd gebruikt. Rond 1920 werd het pand verhuurd aan de Curaçaosche Handel Maatschappij, die de benedenverdieping als ijsdepot gebruikte. Rond 1933 werd het pand verbouwd tot een café met de naam Dixiebar, genoemd naar de toen populaire Dixieland-muziek.
In 1967 werd het café gesloten en in 1971 aangekocht door de Suriname Aluminium Company (later Suralco), die datzelfde jaar het gebouw restaureerde. Deze maatschappij bezat al sinds 1920 het aangrenzende Hoekhuis en gebruikte het aangekochte pand als plek voor feesten en recepties.